# Oxyura
Oxyura este un gen care face parte din tribul Oxyurini al rațelor. Numele genului este derivat din greaca antică oxus, „ascuțit”, și oura, „coadă”.
Toate aceste rațe au, după cum sugerează și numele lor, pene rigide în coadă, care sunt ridicate atunci când pasărea se odihnește. Toate au ciocuri de dimensiuni relativ mari, umflate. Acestea sunt rațe scufundătoare, de apă dulce. Picioarele lor se află mai în spatele corpului, fapt care nu le ajută prea mult la mers, așa că rareori se părăsesc apa.
Comportamentul lor neobișnuit include zgomote ca de tobă generate de saci gonflabili localizați în gât, aruncarea capului și ridicarea crestelor scurte. Secvența penajelor este complicată și pune în dificultate stabilirea vârstei indivizilor. Penajul este vital pentru supraviețuire din cauza tendinței de a-și petrece cea mai mare parte a vieții în apă. 
Cele șase specii existente din acest gen sunt răspândite pe scară largă în întreaga America de Nord, America de Sud, Australia, Asia și o mare parte din Africa.

## Specii
| Imagine | Denumirea științifică | Distribuție |
| ------- | --------------------- | --- |
|         | O. australis          | Australia |
|         | O. jamaicensis        | America de Nord și de Sud |
|         | O. ferruginea         | Munții Anzi din America de Sud |
|         | O. leucocephala       | Spania, Africa de Nord și Asia de Vest și Centrală                                                                                         |
|         | O. maccoa             | Africa de Est din Sudan și Etiopia, Tanzania și de la vest la est în Zair, Africa de Sud și Zimbabwe până în Provincia Cape, Africa de Sud |
|         | O. vittata            | centrul Chile, Argentina și Uruguay de sud                                                                                                 |

- †Oxyura vantetsi

O specie fosilă din pliocenul târziu sau pleistocenul timpuriu din Jalisco (Mexic) a fost descrisă ca Oxyura zapatanima, semănând cu specia argentiniană. O fosilă mai mare din pleistocen din sud-vestul Statelor Unite a fost descris ca Oxyura bessomi, fiind probabil înrudită cu aceste rațe.
„Oxyura” doksana din miocenul timpuriu din Dolnice (Republica Cehă) nu poate fi clasificată în nici o subfamilie anatină cu certitudine.